# Thermocyclops tenuis
Thermocyclops tenuis is een eenoogkreeftjessoort uit de familie van de Cyclopidae. De wetenschappelijke naam van de soort is voor het eerst geldig gepubliceerd in 1910 door Marsh.